# Bismuto
O bismuto (do alemão "Wismut", "massa branca") é um elemento químico de símbolo Bi, de número atômico 83 (83 prótons e 83 elétrons), de massa atómica igual a 208,9 u, encontrado no grupo 15 (anteriormente denominado VA) da classificação periódica dos elementos químicos. À temperatura ambiente, o bismuto encontra-se no estado sólido.
Este elemento é pesado, frágil, trivalente, cristalino, de coloração rosácea que se assemelha quimicamente ao arsênio e ao antimônio. É o mais diamagnético de todos os metais, e com a condutividade térmica mais baixa entre todos os elementos, exceto do mercúrio. De todos os metais, é o que menos conduz corrente elétrica.
Ligas metálicas com bismuto são utilizados em soldas, fabricação de termopares e dispositivos para detectar fogo. Compostos de bismuto, livres de chumbo, são usados em cosméticos e em procedimentos médicos.
A existência deste metal foi demonstrado em 1753 pelo francês Claude Geoffroy Junine. O seu mineral mais importante é a bismutinita.

## Características principais
É um metal frágil com uma tonalidade rosácea e com brilho iridescente. Entre os metais pesados, é o único que praticamente não é tóxico. Não existe outro metal mais diamagnético que o bismuto, o mercúrio vem logo depois. Este metal, quando na forma elementar nativa, tem uma alta resistência elétrica e, também tem o mais alto efeito Hall entre os metais, ou seja, ocorre um aumento considerável da resistência elétrica quando colocado num campo magnético. Quando aquecido em presença do ar queima com chama azul e seu óxido (óxido de bismuto) forma vapores amarelos.

## Aplicações
O oxicloreto de bismuto é usado extensivamente em cosméticos, e o subnitrato de bismuto, o subcarbonato de bismuto são usados em medicina. O subsalicilato de bismuto é um líquido cor-de-rosa usado como antidiarreico.
Alguns outros usos são:
- Ímãs permanentes fortes podem ser feitos com ligas Mn-Bi denominadas bismanol;
- Muitas ligas de bismuto apresentam baixos pontos de fusão, por isso são usados para a produção de dispositivos de segurança de detecção de incêndios;
- O bismuto é usado para a produção de ferros maleáveis;
- O bismuto está encontrando uso como catalisador para a produção de fibras acrílicas;
- Usado também como um material em termopares;
- Em reatores nucleares como suporte para combustível U-235 ou U-233;
- O bismuto foi usado também em soldas. O bismuto e muitas de suas ligas ( de estanho e chumbo ) apresentam baixos pontos de fusão e se expandem ligeiramente quando solidificados, que as tornam ideais para este propósito;
- O subnitrato de bismuto é um componente dos esmaltes produzindo um brilho iridescente;
- Elementos de bismuto metálico, devido ao seu elevado diamagnetismo, podem ser usados como blindagem em experimentos de levitação magnética, com pequenos imãs de alta intensidade magnética (tipicamente composições dos elementos neodímio, ferro e boro). O sistema precisa ser muito bem ajustado, incluindo, muitas vezes, a ação de campos magnéticos externos. Os resultados práticos se assemelham aos obtidos utilizando-se a levitação magnética com materiais supercondutores.

Recentemente, na década de 1990 , foram iniciadas pesquisas no sentido de avaliar a utilização do bismuto não tóxico em substituição ao chumbo tóxico para a produção de ligas, que serão usadas em cerâmicas, esmaltes, pesos de anzóis de pescaria, equipamentos de processamento de alimentos e, como substituto para encanamentos.

## História
O bismuto (do alemão weisse masse, "massa branca" e, posteriormente, Wismuth e bisemutum, do latim) é um elemento químico cujos primeiros registros datam da Idade Média, não como um elemento mas como uma substância.
No século XV, Basilio Valentim, refere-se a uma substância denominada de "wismuth". No século XVI, Georgius Agrícola, denominou esta substância de "bisemutum".
O bismuto foi confundido durante épocas com o estanho e o chumbo devido a semelhança com os dois elementos. Claude Geoffroy Junine demonstrou em 1753 que este metal não era o chumbo, porém um novo elemento metálico.

## Ocorrência

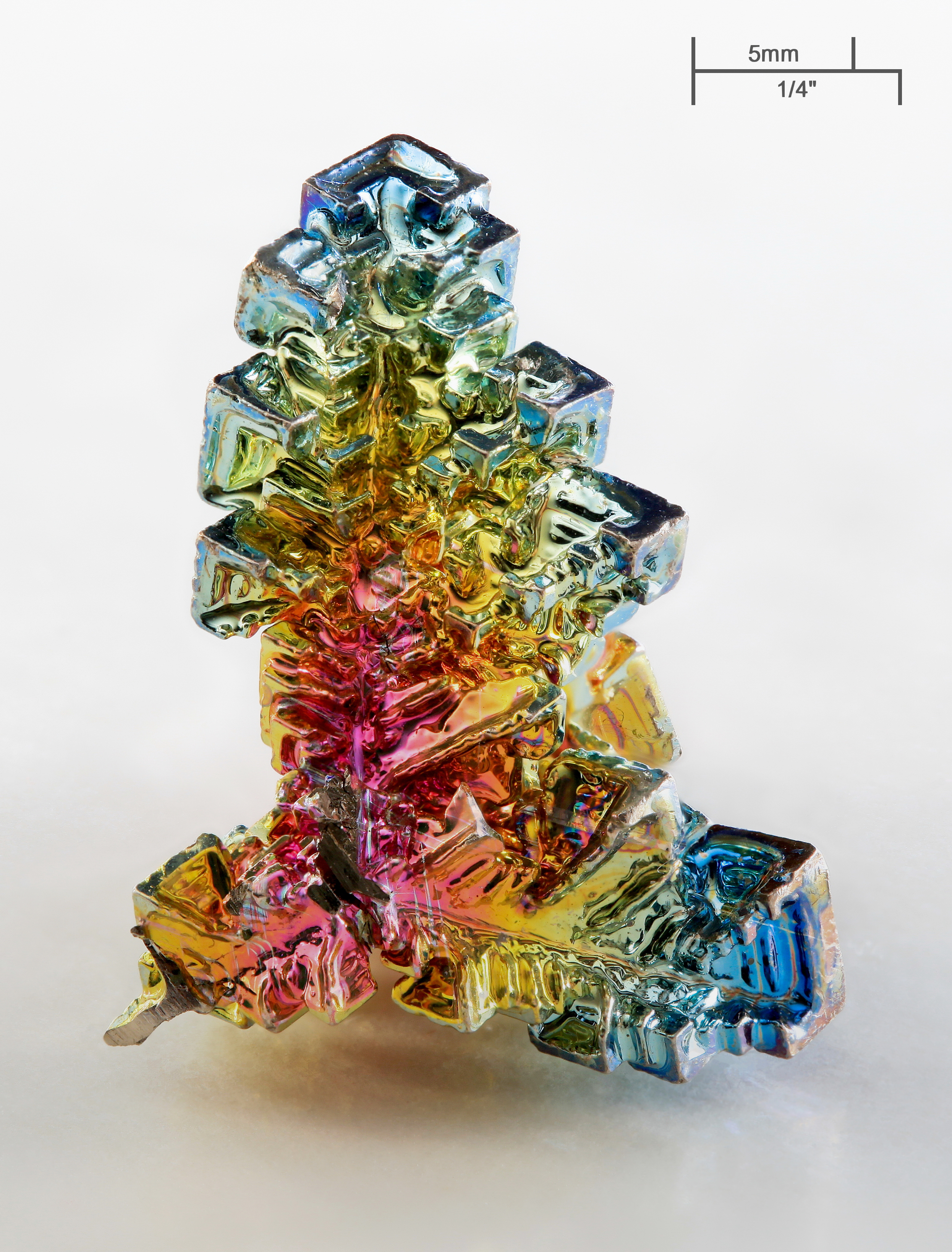
Cristais de bismuto. A superfície iridescente é resultado de uma camada muito fina de oxidação.

O bismuto existe na crosta terrestre na forma nativa, não muito abundante, e na forma de minerais.Os mais importantes minerais do bismuto são a bismutinita e a bismita.
Canadá, Bolívia, Japão, México, e Peru, são os maiores produtores. O bismuto nos Estados Unidos é obtido como subproduto do processamento de minerais de cobre, ouro, prata, estanho e, principalmente, do chumbo.
Cristais de bismuto: O bismuto de grande pureza pode formar diferentes cristais coloridos. Estes cristais são produzidos em laboratório e vendidos aos aficionados.

## Compostos
Alguns compostos de bismuto:
- Hidreto: Hidreto de bismuto (III);
- Fluoreto: Fluoreto de bismuto (III);
- Cloreto: Cloreto de bismuto (III);
- Brometo: Brometo de bismuto (III);
- Iodeto: Iodeto de bismuto (III).

## Precauções
Entre os metais pesados é considerado o menos tóxico. O bismuto e os seus sais causam danos moderados ao fígado.